# David di Donatello 2000
La 45a edició dels premis David di Donatello, concedits per l'Acadèmia del Cinema Italià va tenir lloc el 19 d’abril de 2000 a Cinecittà de Roma. Fou presentada per Carlo Conti i transmesa per Rai 1.

## Guanyadors

### Millor pel·lícula
- Pane e tulipani, dirigida per Silvio Soldini
- Canone inverso - Making Love, dirigida per Ricky Tognazzi
- Garage Olimpo, dirigida per Marco Bechis

### Millor director
- Silvio Soldini - Pane e tulipani
- Marco Bechis - Garage Olimpo
- Ricky Tognazzi - Canone inverso - Making Love

### Millor director novell
- Alessandro Piva - LaCapaGira
- Andrea e Antonio Frazzi - Il cielo cade
- Piergiorgio Gay i Roberto San Pietro - Tre storie

### Millor argument
- Doriana Leondeff i Silvio Soldini - Pane e tulipani
- Marco Bechis i Lara Fremder - Garage Olimpo
- Simona Izzo i Ricky Tognazzi - Canone inverso - Making Love

### Millor productor
- Amedeo Pagani - Garage Olimpo
- Vittorio Cecchi Gori - Canone inverso - Making Love
- Domenico Procacci - Come te nessuno mai

### Millor actriu
- Licia Maglietta - Pane e tulipani
- Lorenza Indovina - Un amore
- Francesca Neri - Il dolce rumore della vita
- Francesca Neri - Io amo Andrea
- Isabella Rossellini - Il cielo cade

### Millor actor
- Bruno Ganz - Pane e tulipani
- Stefano Accorsi - Ormai è fatta!
- Fabrizio Gifuni - Un amore
- Carlo Verdone - C'era un cinese in coma

### Millor actriu no protagonista
- Marina Massironi - Pane e tulipani
- Rosalinda Celentano - Il dolce rumore della vita
- Anna Galiena - Come te nessuno mai

### Millor actor no protagonista
- Giuseppe Battiston - Pane e tulipani (ex aequo)
- Leo Gullotta - Un uomo perbene (ex aequo)
- Emilio Solfrizzi - Ormai è fatta!

### Millor músic
- Ennio Morricone - Canone inverso - Making Love
- Paolo Buonvino - Come te nessuno mai
- Pivio e Aldo De Scalzi - Ormai è fatta!

### Millor fotografia
- Luca Bigazzi - Pane e tulipani (ex aequo)
- Fabio Cianchetti - Canone inverso - Making Love (ex aequo)
- Giuseppe Lanci - La balia

### Millor escenografia
- Francesco Bronzi - Canone inverso - Making Love
- Marco Dentici - La balia
- Antonello Geleng i Marina Pinzuti - Amor nello specchio

### Millor vestuari
- Sergio Ballo - La balia
- Alfonsina Lettieri - Canone inverso - Making Love
- Lucia Mirisola - La carbonara

### Millor muntatge
- Carla Simoncelli - Canone inverso - Making Love
- Jacopo Quadri - Garage Olimpo
- Cecilia Zanuso - Ormai è fatta!

### Millor enginyer de so directe
- Maurizio Argentieri - Pane e tulipani
- Tullio Morganti - Il dolce rumore della vita
- Bruno Pupparo - Come te nessuno mai

### Millor curtmetratge
- Monna Lisa, dirigida per Matteo Delbò

### Millor pel·lícula estrangera
- Todo sobre mi madre, dirigida per Pedro Almodóvar
- American Beauty (American Beauty), dirigida per Sam Mendes
- East is East (East is East), dirigida per Damien O'Donnell

### Premi David Scuola
- Canone inverso - Making Love, dirigida per Ricky Tognazzi

### Targa d'oro
- Mariangela Melato
- Giancarlo Giannini
- Giorgio Armani
- Alessandro von Normann
- U.N.I.T.E.C. Unione Nazionale Industrie Tecniche Cineaudiovisive

### David especial
- Massimo Boldi i Christian De Sica
- Leonardo Pieraccioni
- Vittorio Cecchi Gori